# Maketu
Maketu est un village, le long de la côte, dans la région de la Bay of Plenty dans l'île du Nord de la Nouvelle-Zélande.

## Situation
Le village est situé sur le lieu dit ‘Okurei point’ et non loin de l'estuaire du fleuve Kaituna.
Maketu est localisé dans la partie ouest de la baie de l'Abondance.
Elle est aussi adjacente à la plage de Newdick (en), localisée sur le côté est de la pointe d'Okurei.
Le lieu est connu pour être l'emplacement traditionnel de l'arrivée de la pirogue Te Arawa en Nouvelle-Zélande (Aotearoa). Il s'agit de l'arrivée mythique des premiers maoris sur l'île. Le nom Maketu est le nom d'une ancienne variété de kumara (patate douce) originaire de Hawaiki, le lieu mythique depuis lequel les maoris auraient pris la mer pour finalement arriver en Nouvelle-Zélande. Dans la tradition orale des îles Cook, Maketu fait généralement référence à l'île de Mauke

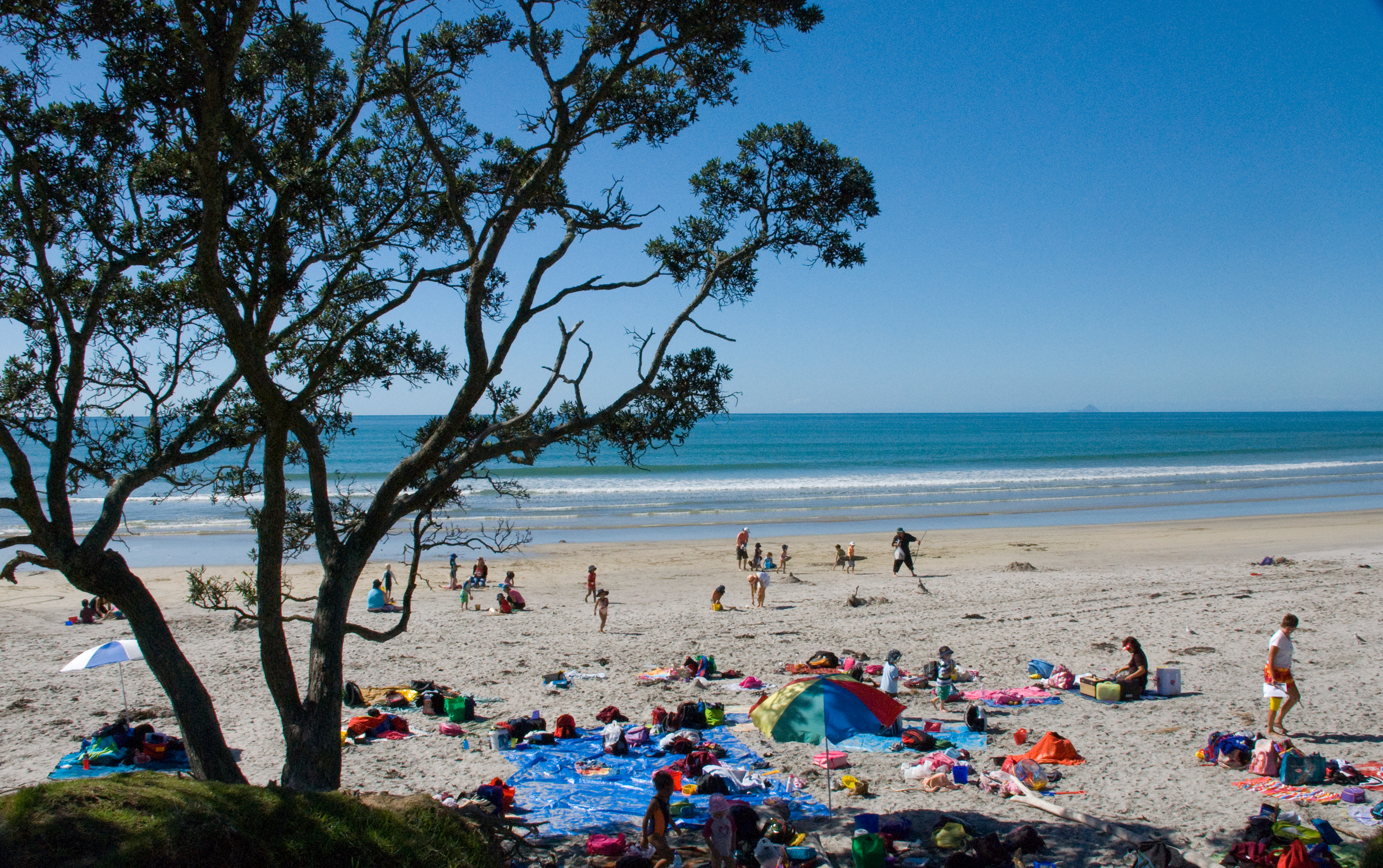
Pique-nique de la plage du jardin d'enfant dans Maketu

## Démographie
Maketu est actuellement encore, principalement habité par des populations maori.

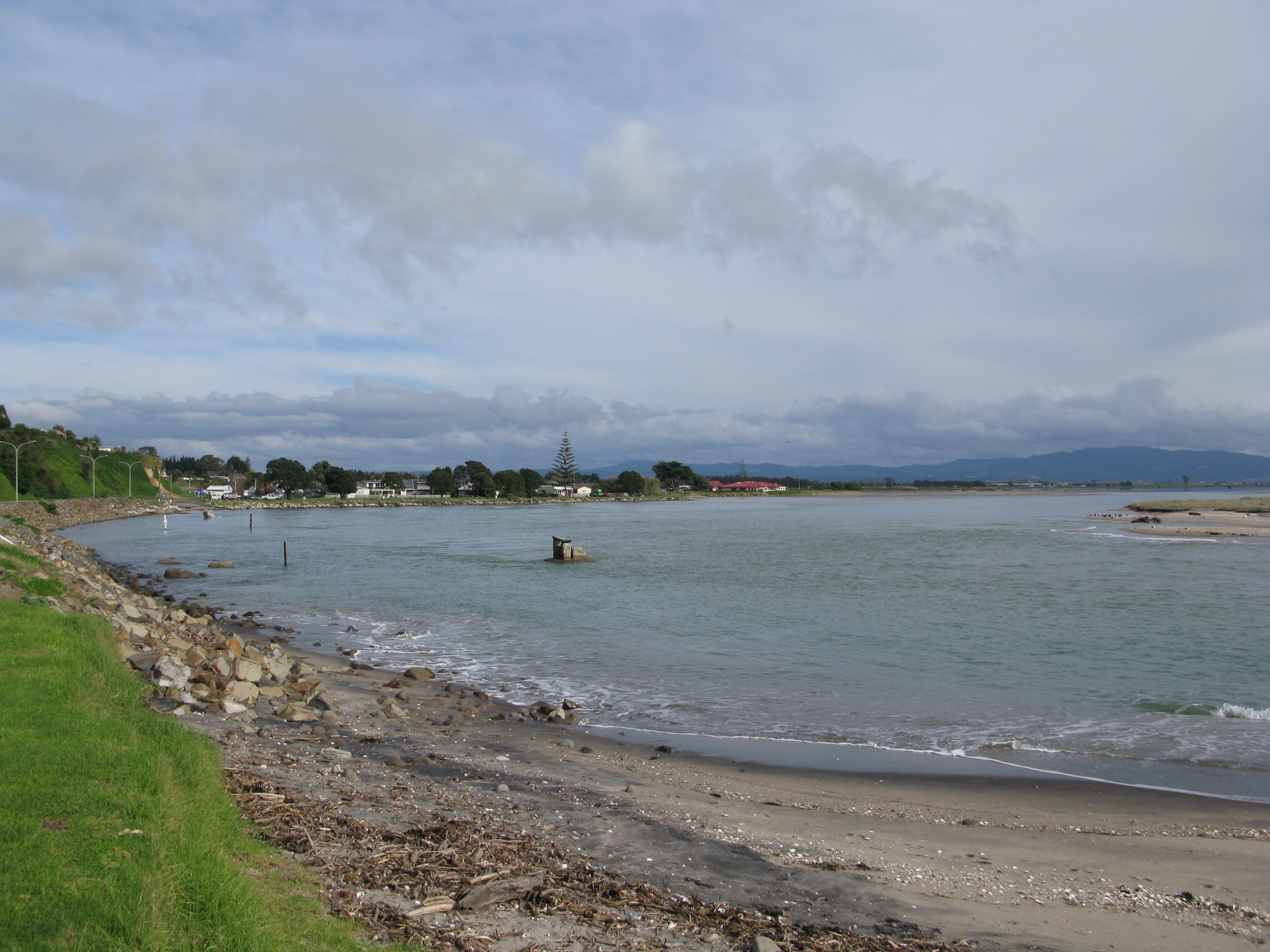
La baie de Maketu

La population de Maketu a chuté de 1 176 habitants lors du recensement de 2006 à 1 047 résidents lors du recensement de 2013 en Nouvelle-Zélande.Maketu a une population Māori très prédominante, bien que dans les années récentes, il y a eu un afflux de personnes de nombreuses autres cultures au niveau de Maketu.
Maketu couvre une surface de 5,15 km2 et a une population estimée de 1 460 résidents en juin 2022 avec une densité de population de 286 personnes par km2.
Maketu avait population 1197 habitants lors du recensement de 2018 en Nouvelle-Zélande, en augmentation de 150 personnes (14,3 %) depuis le recensement de 2013 et une augmentation de 21 personnes (1,8 %) depuis le recensement de 2006 census.
Il y a 408 logements, comprenant 594 hommes et 606 femmes, donnant un sexe-ratio de 0,98 homme pour une femme.
L’âge médian est de 41,1 ans (comparé avec les 37,4 ans au niveau national), avec 231 personnes (19,3 %) âgées de moins de 15 ans, 228 personnes(19,0 %) âgées de 15 à 29 ans, 522 personnes (43,6 %) âgées de 30 à 64 ans et  219 personnes (18,3 %) âgées de 65 ans ou plus.
L’ethnicité est pour 47,6 % européens/Pākehā, 66,9 % Māori, 7,8 % peuples du Pacifique (en), 1,0 % d’origine asiatique (en) et 0,8 % d’une autre ethnicité. Les personnes peuvent s’identifier avec plus d’une ethnicité en fonction de leur parenté.
Le pourcentage de personnes nées outre-mer est de 9,8 %, comparé avec les 27,1 % au niveau national.
Bien que certaines personnes choisissent de ne pas répondre à la question à propose de leur affiliation religieuse, 48,4 % n’ont aucune religion, 35,3 % sont chrétiens (en), 5,8% ont des croyantes religieuses Māori (en), 0,3 % sont hindouistes (en) et 2,3 % ont une autre religion.
Parmi ceux d’au moins 15 ans d’âge, 114 personnes(11,8 %) ont une licence ou un degré supérieur et 255 personnes(26,4 %) n’ont aucune qualification formelle.
Le revenu médian est de $26,100, comparé avec les $31,800 au niveau national.
87 personnes (9, 0%) gagnent plus de $70,000 comparé avec les 17,2 % au niveau national.
Le statut d’emploi de ceux d’au moins 15 ans d’âge est pour 477 personnes (49,4 %) un emploi à plein temps, pour 129 personnes(13,4 %) un emploi à temps partiel et 66 personnes (6,8 %) sont sans emploi.

## Toponymie
Le nom Maketu est le nom d'une ancienne variété de kumara (patate douce) originaire de Hawaiki, le lieu mythique depuis lequel les maoris auraient pris la mer pour finalement arriver en Nouvelle-Zélande
Dans la tradition orale des îles Cook, Maketu fait généralement référence à l'île de Mauke

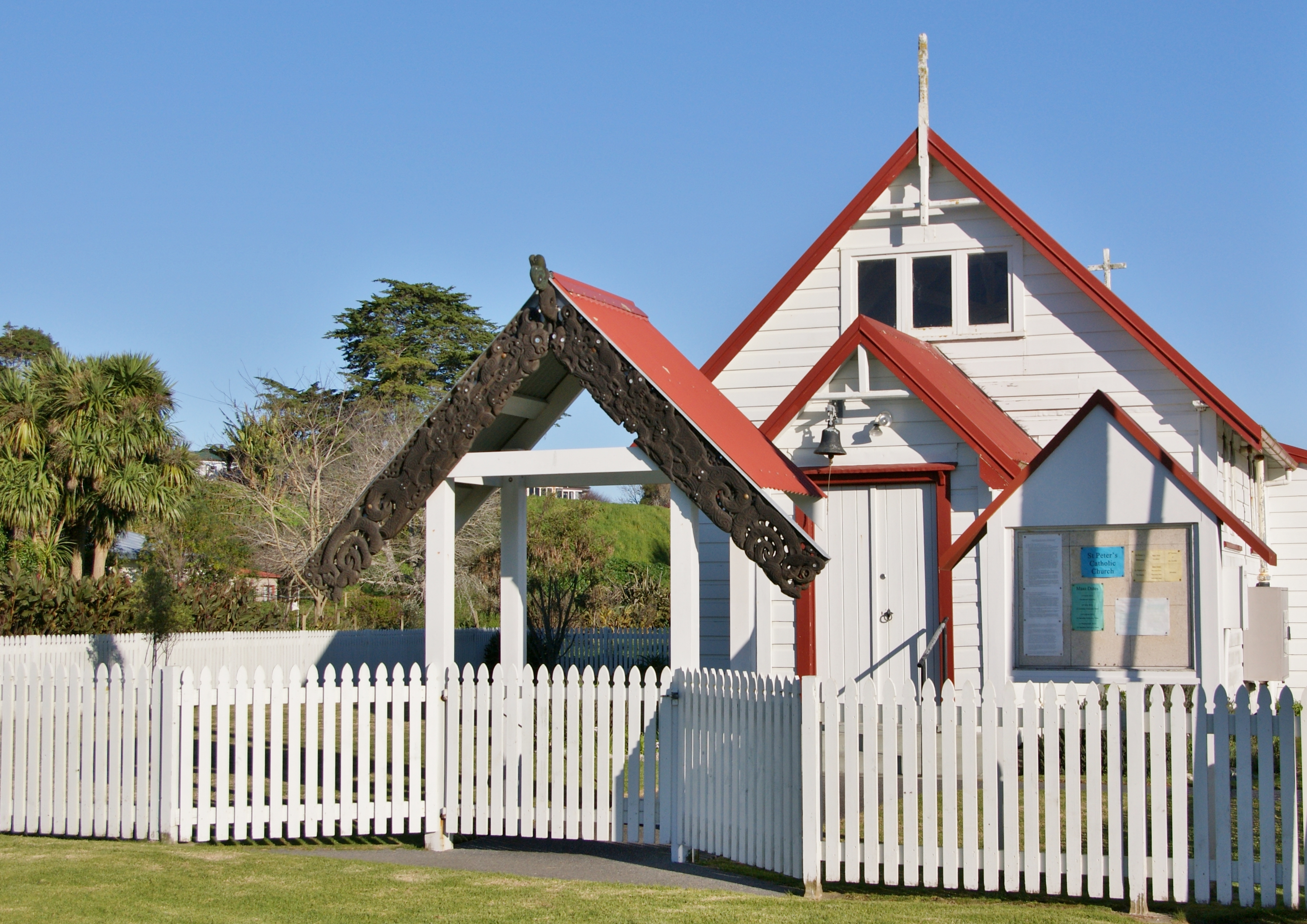
L'église catholique St Peters dans Maketu

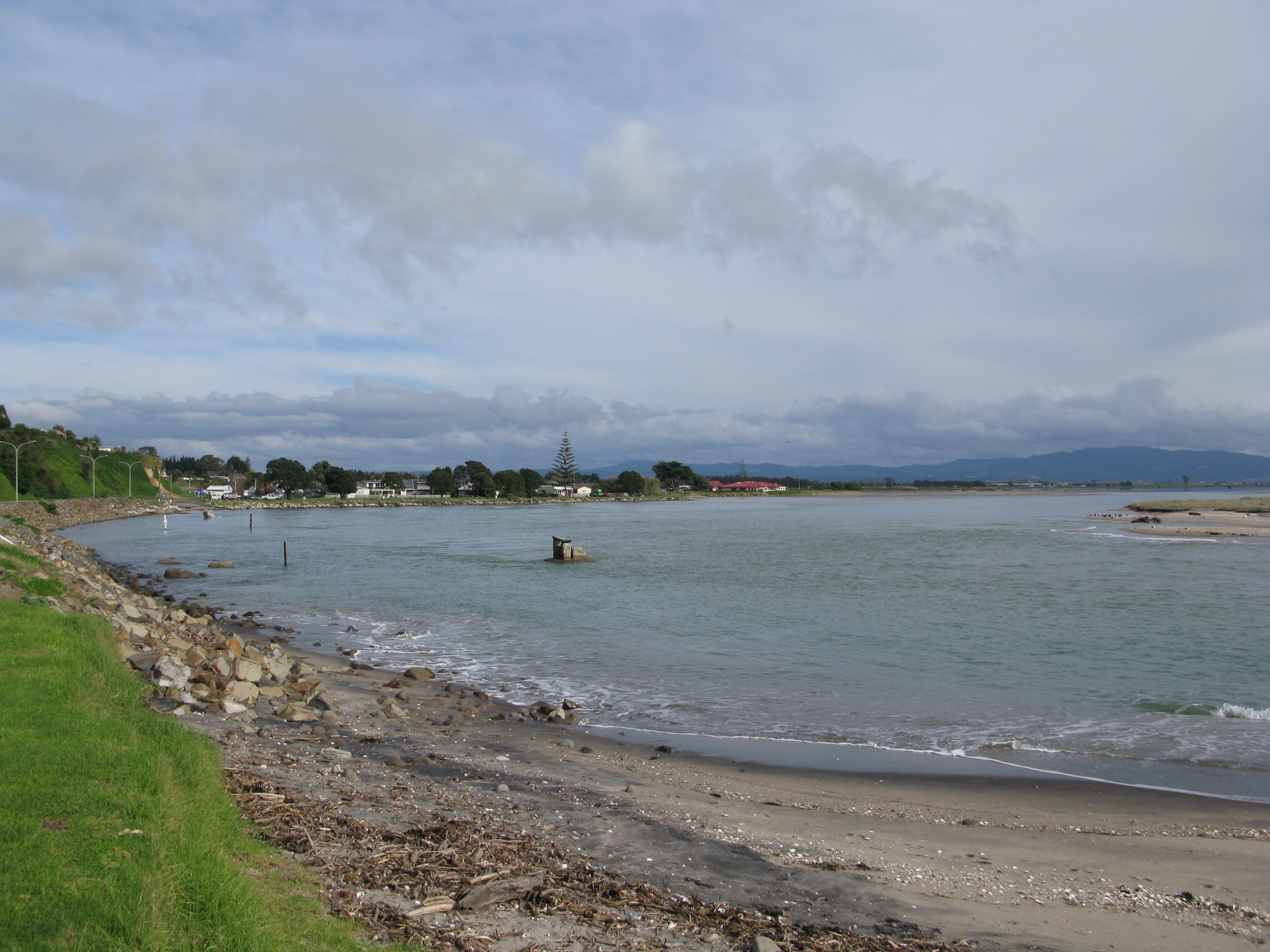
La baie de Maketu

## Histoire et culture
Le lieu est connu pour être l'emplacement traditionnel de l'arrivée de la pirogue Te Arawa en Nouvelle-Zélande (Aotearoa). Il s'agit de l'arrivée mythique des premiers maoris sur l'île: Maketu serait le site de l’accostage du canoë  Te Arawa.
Maketu est riche d’une culture Maori ancestrale, spécifiquement de la tribu des Te Arawa.
Le chef, qui conduisit le voyage du waka Te Arawa de son lieu de départ mythique au niveau de Hawaiki jusqu’en Nouvelle-Zélande nommée alors :Aotearoa fut connu sous le nom de ‘Tametekapua’.
De nombreux Maori s’installèrent dans le secteur de Maketu, mais certains continuèrent leur voyage en s’enfonçant dans l’intérieur des terres, utilisant le trajet du fleuve Kaituna aussi loin qu’en remontant jusqu’au niveau de la ville actuelle de Rotorua.
En 2011, Maketu fut une des nombreuses zones le long de la côte de la « Bay of Plenty » affectée par l’accident du MV Rena et de la marée noire, qui en résulta.

## Installations
Maketu a deux marae.
- « Te Awhe o te Rangi Marae » et la maison de rencontre correspondante, sont le lieu de rassemblement de l’hapū des Ngāti Mākino (en) des Ngāti Mākino (en) et des Ngāti Te Awhe (en), et le hapū des Ngāti Pikiao (en) des Ngāti Pikiao (en).
- Whakaue ou « Tapiti Marae » et sa maison de rencontre: Whakaue Kaipapa, sont affiliés avec le hapū Ngāti Whakaue des Ngāti Whakaue ki Maketū (en)[6],[7].